# Lise Haavik
Lise Haavik (Narvik, 23 de febrero de 1962) es una cantante noruega, conocida por representar a Dinamarca en el Festival de Eurovisión 1986, celebrado en Bergen. También es conocida en su país por ser componente junto a su marido John Hatting del dúo Trax.

## Biografía

### Inicios
Lise Haavik nació en Narvik, Noruega el 23 de febrero de 1962. En 1982 se trasladó a Dinamarca para estudiar Economía en la Universidad de Odense y en la Escuela de Negocios de Copenhague. Haavik conoció a John Hatting a finales de 1983 y pronto se casaron. En ese tiempo, decidió dedicarse por completo a la música y abandonó sus estudios de economía.

### Carrera musical
Un año después de trasladarse a Dinamarca, Haavik se presentó al concurso musical para aficionados, del programa semanal "Se og Hør" (Ver y Oír), donde acabó segunda. Poco después conoció a John Hatting que buscaba una cantante femenina para formar un dúo. Juntos formaron el dúo "Trax".
Representó a Dinamarca en el Festival de Eurovisión 1986 con la canción "Du er fuld af løgn" (Estás lleno de mentiras). Aunque los dos miembros de la pareja estuvieron presentes en el Festival, solo Lise cantó y fue acreditada durante la actuación (John Hatting sería acreditado como compositor. La canción alcanzó la sexta posición de un total de 20 países. Esta fue la única ocasión en que Lise Haavik participó en Eurovisión, aunque anteriormente lo había intentado representa a Dinamarca en 1984 y 1985, y posteriormente a Noruega en 1988.